# اللوتيتيوم ( 177 لو) أوكسودتريوتيد
اللوتيتيوم ( 177 لو) أوكسودتريوتيد(Lutetium (177Lu) oxodotreotide )، الذي يُباع تحت الإسم التجاري لوثاثيرا(Lutathera )، هو دواء يستخدم لعلاج أورام الغدد الصماء العصبية المعدية المعوية (GEP-NET) التي تعبر عن مستقبلات السوماتوستاتين.  لقد يحسن الحالة مع مرض مستقر من 9 أشهر إلى 28 شهرًا.  و يعطى عن طريق الحقن في الوريد. 
تشمل الآثار الجانبية الشائعة لهذا العقار على: انخفاض الخلايا الليمفاوية و التهاب الكبد و ارتفاع نسبة السكر في الدم و انخفاض البوتاسيوم والغثيان.  قد تشمل الآثار الجانبية الأخرى انخفاض الصفائح الدموية وانخفاض خلايا الدم الحمراء و التعب أيضا.  و هو يعمل عن طريق الارتباط بمستقبلات السوماتوستاتين وبعد ذلك يعطي النشاط الإشعاعي للخلية. 
تمت الموافقة على اللوتيتيوم ( 177 لو) أوكسودوتريوتيد للاستخدام الطبي في أوروبا في عام 2017 و الولايات المتحدة في عام 2018.   و في الولايات المتحدة تبلغ التكلفة حوالي 54000 دولار أمريكي للجرعة الواحدة اعتبارًا من عام 2021. 